# Cricotopus argentinensis
Cricotopus argentinensis är en tvåvingeart som först beskrevs av Jean-Jacques Kieffer 1925.  Cricotopus argentinensis ingår i släktet Cricotopus och familjen fjädermyggor. Inga underarter finns listade i Catalogue of Life.